# Treffléan
Treffléan (bretonisch Trevlean) ist eine französische Gemeinde mit 2.531 Einwohnern (Stand 1. Januar 2022) im Département Morbihan in der Region Bretagne.

## Geografie
Treffléan liegt etwas mehr als elf Kilometer nordöstlich von Vannes im Zentrum des Départements. Das Gemeindegebiet gehört zum Regionalen Naturpark Golfe du Morbihan. Nachbargemeinden sind Elven im Norden und Nordosten, Sulniac im Osten, Theix-Noyalo im Süden und Südwesten sowie Saint-Nolff im Nordwesten.

## Geschichte
Über die Frühgeschichte der Gemeinde gibt es kaum Belege. Überreste aus prähistorischer und gallo-römischer Zeit belegen eine frühe Besiedlung. Die Kapelle Notre-Dame de Bon-Secours in Cran wurde in einer Bulle von Papst Klemens V. im Jahr 1309 erwähnt. Sonst ist wenig über die mittelalterliche Geschichte des Orts bekannt. Die Gemeinde gehörte zum Pays de Vannes (bretonisch Bro-Gwened). Nach der Französischen Revolution war sie Kampfgebiet zwischen Republikanischen Truppen und den Chouans. Politisch wurde Treffléan 1790 eine Gemeinde. Von 1793 an gehörte Treffléan zum Distrikt Vannes. Ab 1801 war es Teil des Arrondissements Vannes und von 1801 bis 2015 eine Gemeinde im Kanton Elven.

### Bevölkerungsentwicklung
Die Einwohnerzahl sank zwischen 1793 und 1800 stark, um danach bis 1821 stark zu wachsen. In den darauf folgenden zehn Jahren sank sie um fast 100 Bewohner. Danach folgte bis zum Beginn des Ersten Weltkriegs eine Zeit der Stagnation mit Einwohnerzahlen zwischen 750 und 800 Personen. Wegen der Kriegsverluste und der Grippewelle sank sie bis 1921 leicht. Die Einwohnerschaft blieb danach ein Jahrzehnt auf gleicher Höhe. Ab 1931 folgte eine Abwanderungsphase, die 1962 endete. Seit 1962 macht sich die Nähe zur Stadt Vannes bemerkbar. Die Einwohnerschaft wächst – abgesehen von einem Stillstand in den 1990er-Jahren – ununterbrochen (1962–2012: +265 %).
| Jahr      | 1962 | 1968 | 1975 | 1982 | 1990 | 1999 | 2006 | 2012 | 2019 |
| Einwohner | 564  | 591  | 705  | 1144 | 1441 | 1445 | 1807 | 2058 | 2406 |

## Sehenswürdigkeiten
- Kirche Saint-Léon aus dem 16. Jahrhundert; restauriert 1840; mit Kalvarienberg (17. Jahrhundert), gefasster Quelle und Kreuz auf dem Friedhof
- Kirche Saint-Jean-Baptiste im Ortsteil Bizole (17. Jahrhundert); mit Grabstein des Pfarrers Yves Pichon (1733) und sechs Lec’h auf der Südseite der Kirche
- Kapelle Notre-Dame de Bon-Secours  im Ortsteil Cran (13.–16. Jahrhundert)
- Kapelle Sainte-Appoline (18. Jahrhundert) bei Kerdréan; mit gefasster Quelle aus dem 17. Jahrhundert
- Kapelle Saint-Mathieu aus dem 16. Jahrhundert
- Gefasste Quelle in Cran
- Gefasste Quelle Sainte-Juliette aus dem Jahr 1666
- Herrenhäuser in Cran und Randrecart
- Backofen in Cran aus dem 16. Jahrhundert
- Mühlen in Cran und Randrecart

Quelle::

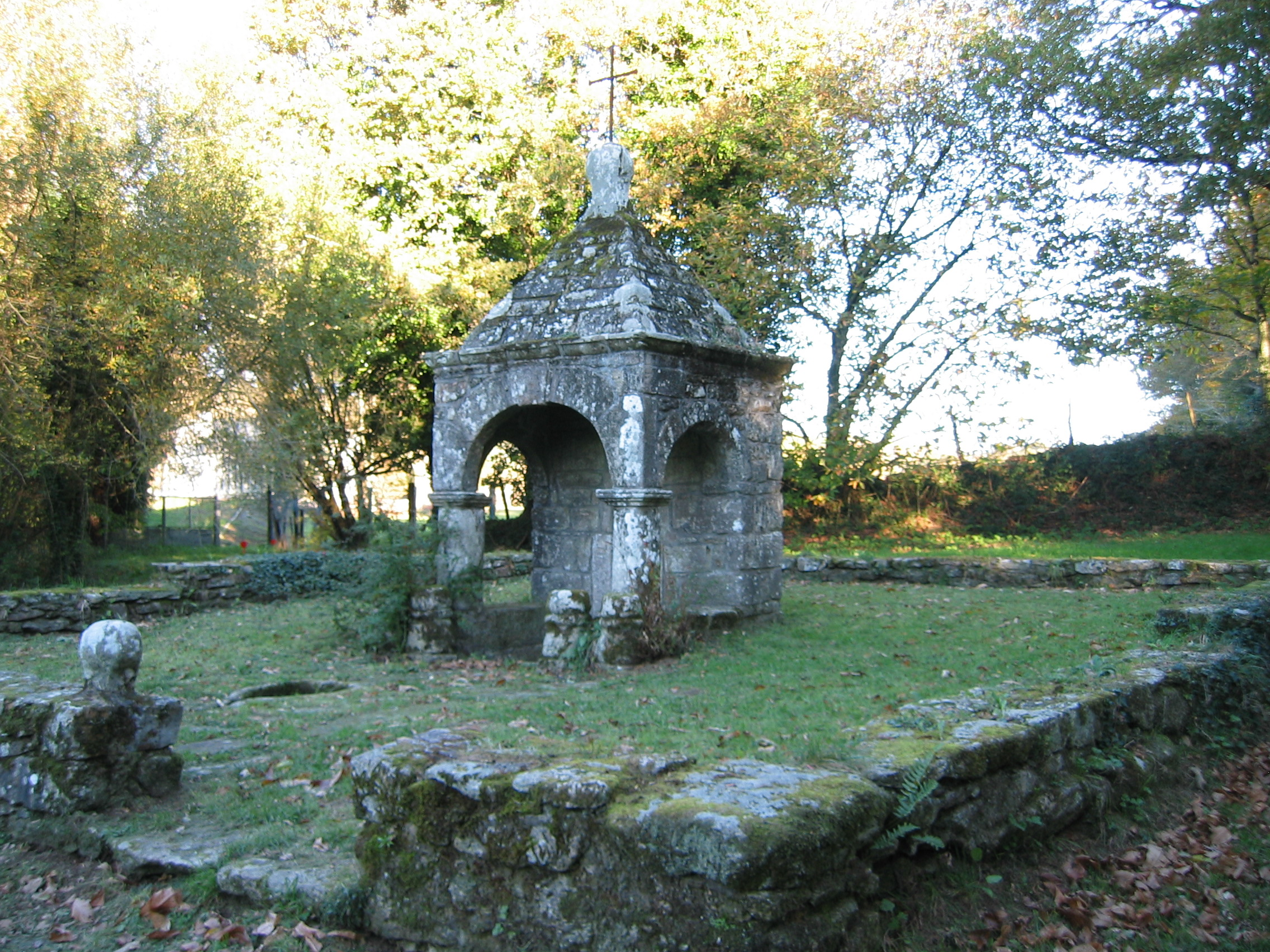
Gefasste Quelle in Cran
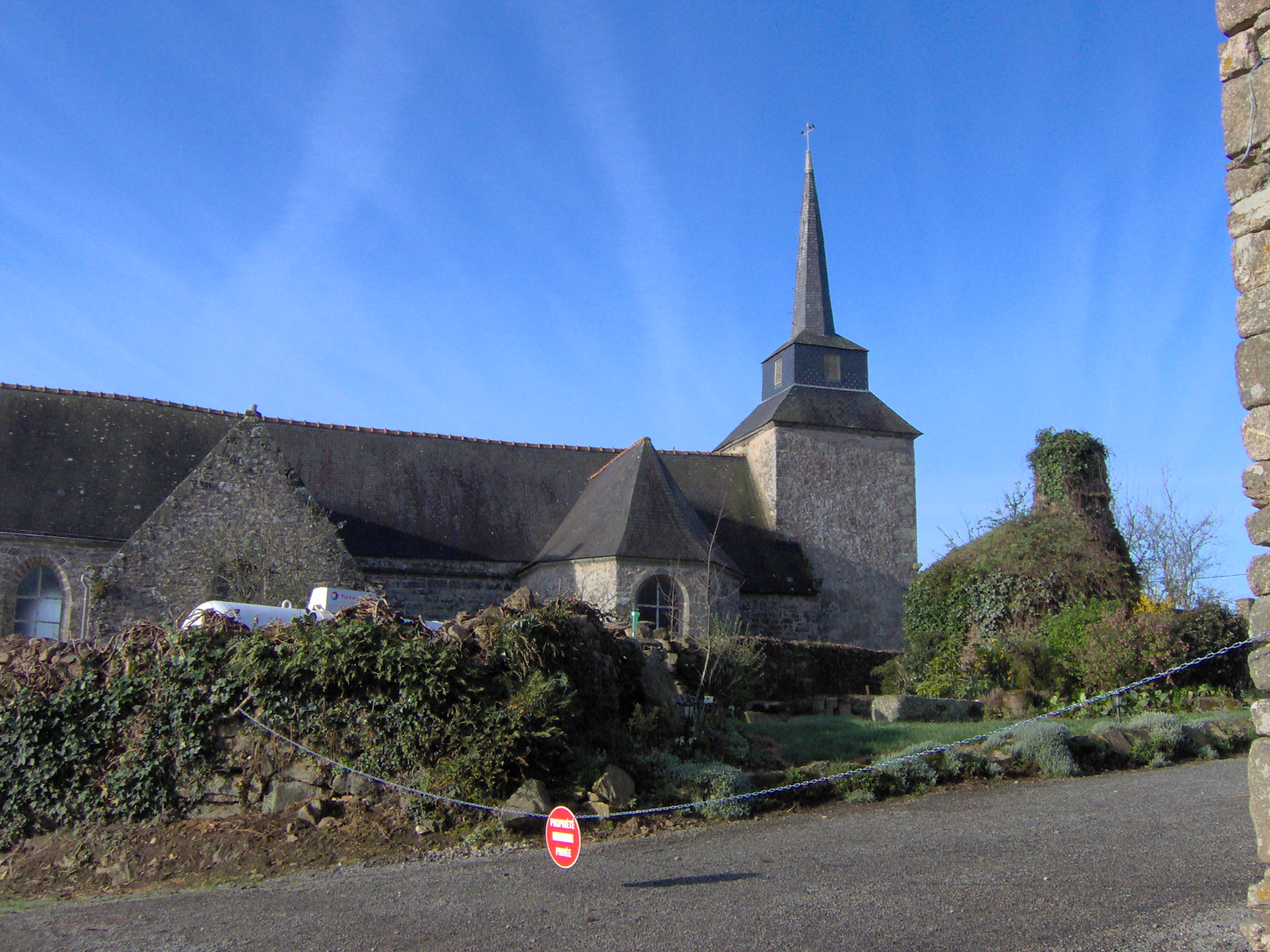
Kirche Saint-Jean-Baptiste in Bizole
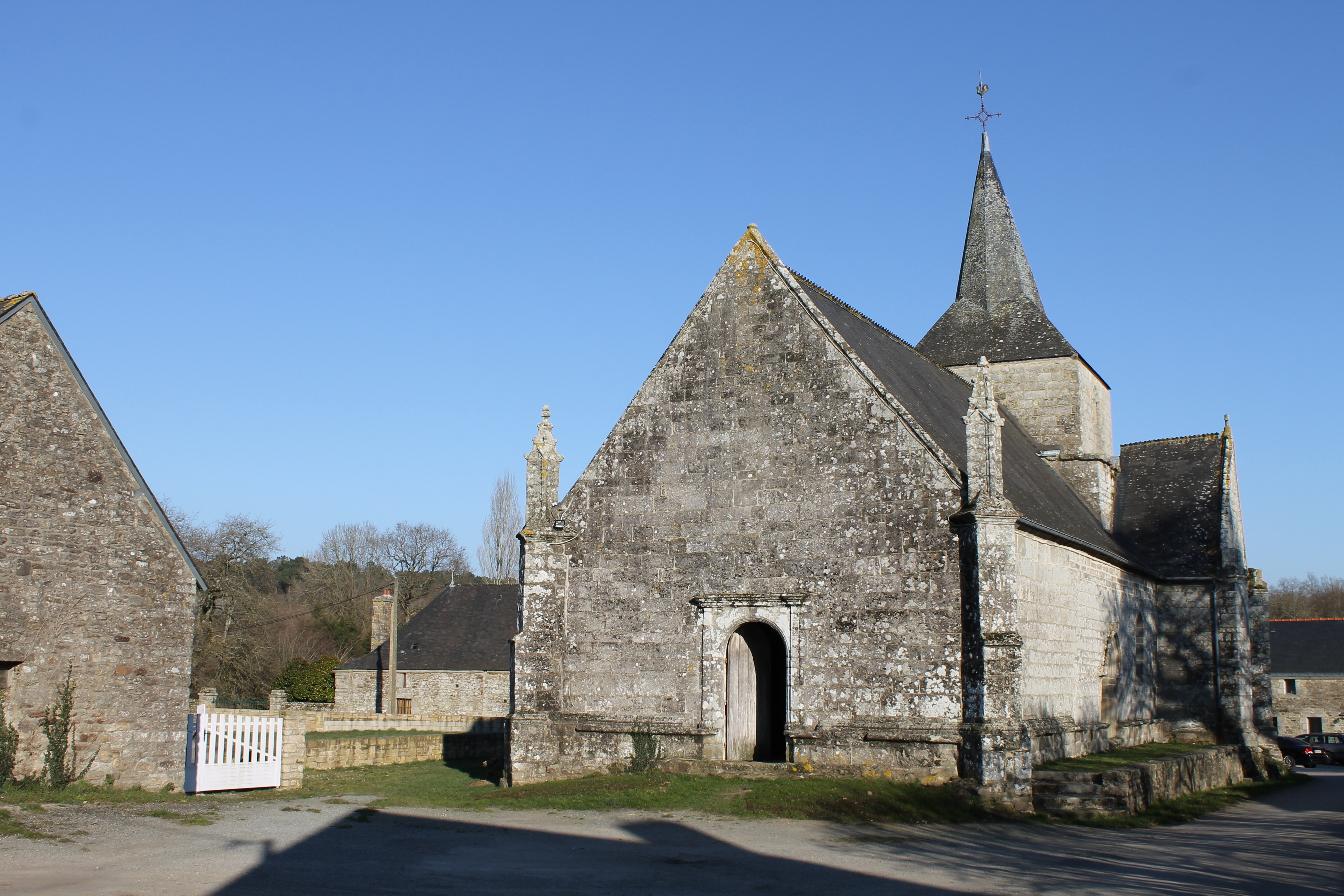
Kapelle Notre-Dame de Bon-Secours in Cran